# Grand Prix-wegrace van Duitsland 1955
De Grand Prix-wegrace van Duitsland 1955 was de vierde Grand Prix van het wereldkampioenschap wegrace in het seizoen 1955. De races werden verreden op 26 juni op de Nordschleife van de Nürburgring nabij Nürburg. Alle klassen kwamen aan de start.

## Algemeen
Geoff Duke won zijn derde 500cc-race op rij en nam de leiding in het wereldkampioenschap. In de 350cc-klasse won Bill Lomas zijn tweede race, hoewel hij slechts als vervanger van Dickie Dale was ingehuurd. De 250cc-race werd een prooi voor de privérijders "Happi" Müller (al 45 jaar oud) en Wolfgang Brand. Door zijn overwinning in de 125cc-race kwam Carlo Ubbiali nu alleen aan de leiding van het WK te staan. Hetzelfde gebeurde met de combinatie Willi Faust/Karl Remmert in de zijspanklasse. Tijdens de trainingen verongelukte de Argentijnse coureur Ricardo Galvagni in de Aremberg Curve met een Norton 30M. Giuseppe Lattanzi, op dat moment derde in de 125cc-stand, was op 19 juni tijdens de Milaan-Taranto race verongelukt.

## 500cc-klasse
Door zijn overwinning in Duitsland nam Geoff Duke de leiding in het wereldkampioenschap over van zijn teamgenoot Reg Armstrong, die uitviel. Walter Zeller kwam met de BMW RS 54 op de tweede plaats met 24 seconden achterstand, maar toch nog drie minuten sneller dan Carlo Bandirola met de MV Agusta 500 4C.

### Uitslag 500cc-klasse
| Pos | Coureur             | Merk      | Tijd      | Punten |
| --- | ------------------- | --------- | --------- | ------ |
| 1   | Geoff Duke          | Gilera    | 1:34"06'1 | 8      |
| 2   | Walter Zeller       | BMW       | +24'3     | 6      |
| 3   | Carlo Bandirola     | MV Agusta | +3"28'9   | 4      |
| 4   | Umberto Masetti     | MV Agusta | +3"49'0   | 3      |
| 5   | Giuseppe Colnago    | Gilera    | +4"38'1   | 2      |
| 6   | Jack Ahearn         | Norton    | +4"57'3   | 1      |
| 7   | Hans-Günther Jäger  | Norton    | +7"21'2   |        |
| 8   | Sven Andersson      | Norton    | +7"22'0   |        |
| 9   | Kuno Johansson      | Norton    |           |        |
| 10  | Ernst Hiller        | Matchless |           |        |
| 11  | Robert Matthews     | Norton    |           |        |
| 12  | Hans-Joachim Scheel | Norton    |           |        |
| 13  | Heinz Schreiber     | Norton    |           |        |
| 14  | Phil Heath          | Norton    |           |        |
| 15  | Karl-Heinz Scheifel | Norton    |           |        |

### Niet gefinisht
| Coureur           | Merk   | Oorzaak |
| ----------------- | ------ | ------- |
| Gerold Klinger    | BMW    |         |
| Keith Campbell    | Norton |         |
| Tony McAlpine     | BMW    |         |
| Auguste Goffin    | Norton |         |
| Ernst Riedelbauch | BMW    |         |
| Rudolf Knees      | Norton |         |
| Francis Flahout   | Norton |         |
| John Surtees      | Norton |         |
| Reg Armstrong     | Gilera |         |
| Lawrence Aislabie | Norton |         |

### Niet deelgenomen
| Coureur           | Merk       | Oorzaak    |
| ----------------- | ---------- | ---------- |
| Bob Brown         | Matchless  |            |
| Ken Kavanagh      | Moto Guzzi | Teambeleid |
| Firmin Dauwe      | Norton     |            |
| Léon Martin       | Gilera     |            |
| Jacques Collot    | Norton     |            |
| Pierre Monneret   | Gilera     |            |
| Bill Lomas        | Moto Guzzi | Teambeleid |
| Bob McIntyre      | Norton     |            |
| Derek Ennett      | Matchless  |            |
| Dickie Dale       | Moto Guzzi | Teambeleid |
| Jack Brett        | Norton     |            |
| John Clark        | Matchless  |            |
| John Hartle       | Norton     |            |
| John Storr        | Norton     |            |
| Alfredo Milani    | Gilera     |            |
| Duilio Agostini   | Moto Guzzi | Teambeleid |
| Libero Liberati   | Gilera     |            |
| Nello Pagani      | MV Agusta  |            |
| Orlando Valdinoci | Gilera     |            |
| Tito Forconi      | MV Agusta  |            |
| Drikus Veer       | Gilera     |            |
| Peter Murphy      | Matchless  |            |
| Eddie Grant       | Norton     |            |

### Top tien tussenstand 500cc-klasse
| Pos | Coureur           | Merk       | Ptn |
| --- | ----------------- | ---------- | --- |
| 1   | Geoff Duke        | Gilera     | 24  |
| 2   | Reg Armstrong     | Gilera     | 18  |
| 3   | Carlo Bandirola   | MV Agusta  | 10  |
| 4   | Umberto Masetti   | MV Agusta  | 7   |
| 5   | Libero Liberati   | Gilera     | 6   |
| 5   | Walter Zeller     | BMW        | 6   |
| 7   | Tito Forconi      | MV Agusta  | 4   |
| 7   | Ken Kavanagh      | Moto Guzzi | 4   |
| 9   | Orlando Valdinoci | Gilera     | 3   |
| 9   | Jack Brett        | Norton     | 3   |

## 350cc-klasse
Bill Lomas, eigenlijk fabriekscoureur voor MV Agusta in de 125- en 250cc-klasse, won als vervanger van Dickie Dale zijn tweede 350cc-race met de Moto Guzzi Monocilindrica 350. Hoewel die machine als oppermachtig te boek stond, werd August Hobl met de DKW RM 350 tweede voor John Surtees met de Norton 40M. Pas daarachter volgden de Moto Guzzi-rijders Cecil Sandford en Ken Kavanagh. Omdat Duilio Agostini niet scoorde kwam invaller Lomas nu zelfs alleen aan de leiding van de WK-stand.
| Pos | Coureur        | Merk       | Tijd      | Punten |
| --- | -------------- | ---------- | --------- | ------ |
| 1   | Bill Lomas     | Moto Guzzi | 1:14"52'0 | 8      |
| 2   | August Hobl    | DKW        | +13'1     | 6      |
| 3   | John Surtees   | Norton     | +16'4     | 4      |
| 4   | Cecil Sandford | Moto Guzzi |           | 3      |
| 5   | Ken Kavanagh   | Moto Guzzi |           | 2      |
| 6   | Karl Hofmann   | DKW        |           | 1      |

| Coureur           | Merk       |
| ----------------- | ---------- |
| Keith Campbell    | Norton     |
| Maurice Quincey   | Norton     |
| Auguste Goffin    | Norton     |
| Hans Bartl        | DKW        |
| Jacques Collot    | Norton     |
| Bob McIntyre      | Norton     |
| Dickie Dale       | Moto Guzzi |
| John Hartle       | Norton     |
| Duilio Agostini   | Moto Guzzi |
| Enrico Lorenzetti | Moto Guzzi |
| Roberto Colombo   | Moto Guzzi |
| Peter Murphy      | AJS        |

### Top tien tussenstand 350cc-klasse
| Pos | Coureur         | Merk       | Ptn |
| --- | --------------- | ---------- | --- |
| 1   | Bill Lomas      | Moto Guzzi | 16  |
| 2   | Duilio Agostini | Moto Guzzi | 8   |
| 3   | Cecil Sandford  | Moto Guzzi | 7   |
| 3   | John Surtees    | Norton     | 7   |
| 5   | Dickie Dale     | Moto Guzzi | 6   |
| 5   | August Hobl     | DKW        | 6   |
| 5   | Bob McIntyre    | Norton     | 6   |
| 8   | Roberto Colombo | Moto Guzzi | 4   |
| 9   | Auguste Goffin  | Norton     | 3   |
| 10  | Peter Murphy    | AJS        | 2   |
| 10  | Maurice Quincey | Norton     | 2   |
| 10  | Ken Kavanagh    | Moto Guzzi | 2   |

## 250cc-klasse
"HP" Müller had op de Clypse Course nog vijf minuten achterstand opgelopen op Bill Lomas met zijn MV Agusta Bialbero 203, maar zijn NSU Sportmax was dan ook een productieracer, gebaseerd op de NSU Max 251, die iedereen zo kon kopen. In Duitsland won hij met een minuut voorsprong op Wolfgang Brand, ook op een NSU Sportmax en Cecil Sandford met zijn Moto Guzzi Bialbero 250. Müller nam zo de leiding in de WK-stand.
| Pos | Coureur             | Merk       | Tijd      | Punten |
| --- | ------------------- | ---------- | --------- | ------ |
| 1   | Hermann Paul Müller | NSU        | 1:06"19'6 | 8      |
| 2   | Wolfgang Brand      | NSU        | +1"02'0   | 6      |
| 3   | Cecil Sandford      | Moto Guzzi | +1"05'7   | 4      |
| 4   | Luigi Taveri        | MV Agusta  |           | 3      |
| 5   | Arthur Wheeler      | Moto Guzzi |           | 2      |
| 6   | Helmut Hallmeier    | NSU        |           | 1      |

| Coureur           | Merk          |
| ----------------- | ------------- |
| Hans Baltisberger | NSU           |
| Bill Lomas        | MV Agusta     |
| Bill Webster      | Velocette     |
| Dave Chadwick     | RDS-Velocette |
| John Surtees      | NSU           |
| Carlo Ubbiali     | MV Agusta     |
| Enrico Lorenzetti | Moto Guzzi    |
| Umberto Masetti   | MV Agusta     |
| Sammy Miller      | NSU           |

### Top negen tussenstand 250cc-klasse
(Slechts negen coureurs hadden al punten gescoord)
| Pos | Coureur             | Merk           | Ptn |
| --- | ------------------- | -------------- | --- |
| 1   | Hermann Paul Müller | NSU            | 12  |
| 2   | Cecil Sandford      | Moto Guzzi     | 10  |
| 3   | Bill Lomas          | MV Agusta      | 8   |
| 4   | Wolfgang Brand      | NSU            | 6   |
| 5   | Arthur Wheeler      | Moto Guzzi     | 5   |
| 6   | Luigi Taveri        | MV Agusta      | 3   |
| 7   | Dave Chadwick       | RDS- Velocette | 2   |
| 8   | Helmut Hallmeier    | NSU            | 1   |
| 8   | Bill Webster        | Velocette      | 1   |

## 125cc-klasse
MV Agusta bleef oppermachtig in de 125cc-klasse, zeker nu Mondial zich na het overlijden van Giuseppe Lattanzi had teruggetrokken. Carlo Ubbiali won met minimaal verschil voor zijn stalgenoten Luigi Taveri en Remo Venturi. De laatste punten waren voor de DDR-coureurs Bernhard Petruschke en Erhart Krumpholz met hun IFA's, het merk dat een jaar later MZ zou gaan heten.
| Pos | Coureur             | Merk      | Tijd      | Punten |
| --- | ------------------- | --------- | --------- | ------ |
| 1   | Carlo Ubbiali       | MV Agusta | 1:01"56'5 | 8      |
| 2   | Luigi Taveri        | MV Agusta | +0'8      | 6      |
| 3   | Remo Venturi        | MV Agusta | +1'6      | 4      |
| 4   | Karl Lottes         | MV Agusta |           | 3      |
| 5   | Bernhard Petruschke | IFA       |           | 2      |
| 6   | Erhart Krumpholz    | IFA       |           | 1      |

| Coureur               | Merk    | Oorzaak    |
| --------------------- | ------- | ---------- |
| Giuseppe Lattanzi (†) | Mondial | Overleden  |
| Romolo Ferri          | Mondial | Teambeleid |
| Tarquinio Provini     | Mondial | Teambeleid |

| Coureur           | Merk      |
| ----------------- | --------- |
| Rudolf Grimas     | Mondial   |
| August Hobl       | DKW       |
| Erich Wünsche     | DKW       |
| Siegfried Wünsche | DKW       |
| Willi Scheidhauer | MV Agusta |
| Marcello Cama     | Montesa   |
| Bill Lomas        | MV Agusta |
| Bill Webster      | MV Agusta |
| Ross Porter       | MV Agusta |
| Angelo Copeta     | MV Agusta |
| Paolo Campanelli  | Mondial   |

### Top tien tussenstand 125cc-klasse
| Pos | Coureur               | Merk      | Ptn |
| --- | --------------------- | --------- | --- |
| 1   | Carlo Ubbiali         | MV Agusta | 28  |
| 2   | Luigi Taveri          | MV Agusta | 26  |
| 3   | Giuseppe Lattanzi (†) | Mondial   | 11  |
| 4   | Romolo Ferri          | Mondial   | 7   |
| 5   | Angelo Copeta         | MV Agusta | 4   |
| 5   | Remo Venturi          | MV Agusta | 4   |
| 7   | Tarquinio Provini     | Mondial   | 3   |
| 7   | Bill Lomas            | MV Agusta | 3   |
| 7   | Karl Lottes           | MV Agusta | 3   |
| 10  | Bill Webster          | MV Agusta | 2   |
| 10  | Bernhard Petruschke   | IFA       | 2   |

## Zijspanklasse
BMW deelde de definitieve slag uit aan Norton. Willi Faust/Karl Remmert wonnen voor Wilhelm Noll/Fritz Cron en Walter Schneider met invaller Manfred Grunwald. Pas achter deze BMW-Steib-combinaties kwamen de Norton-privérijders: Jacques Drion/Inge Stoll, die aan het einde van het seizoen nog meer punten zouden hebben dan de fabrieks-coryfeeën Eric Oliver en Cyril Smith.
| Pos | Coureur          | Bakkenist          | Merk   | Tijd    | Punten |
| --- | ---------------- | ------------------ | ------ | ------- | ------ |
| 1   | Willi Faust      | Karl Remmert       | BMW    | 58"33'8 | 8      |
| 2   | Wilhelm Noll     | Fritz Cron         | BMW    |         | 6      |
| 3   | Walter Schneider | Manfred Grunwald   | BMW    |         | 4      |
| 4   | Jacques Drion    | Inge Stoll-Laforge | Norton |         | 3      |
| 5   | Bob Mitchell     | Max George         | Norton |         | 2      |
| 6   | Jean Murit       | Francis Flahaut    | BMW    |         | 1      |

| Coureur           | Bakkenist              | Merk      |
| ----------------- | ---------------------- | --------- |
| Julien Deronne    | Bruno Leys             | BMW       |
| Florian Camathias | Maurice Büla           | BMW       |
| Roland Benz       | Jakob Kuchler          | Norton    |
| Fritz Seeber      | Franz Heiß             | BMW       |
| Rudolf Koch       | Christian Wirth        | BMW       |
| Bill Boddice      | William Storr          | Norton    |
| Cyril Smith       | Stanley Dibben         | Norton    |
| Eric Oliver       | Eric Bliss en Les Nutt | Norton    |
| Ernie Walker      | Dun Roberts            | Norton    |
| Frank Taylor      | Ron Taylor             | Norton    |
| Jackie Beeton     | Charles Billingham     | Norton    |
| Pip Harris        | Ray Campbell           | Matchless |
| Ernesto Merlo     | Dino Magri             | Gilera    |
| Henk Steman       | Mappie de Haas         | BMW       |

### Top tien tussenstand zijspanklasse
| Pos | Coureur          | Bakkenist                       | Merk      | Ptn |
| --- | ---------------- | ------------------------------- | --------- | --- |
| 1   | Willi Faust      | Karl Remmert                    | BMW       | 16  |
| 2   | Walter Schneider | Hans Strauß en Manfred Grunwald | BMW       | 12  |
| 3   | Bill Boddice     | William Storr                   | Norton    | 6   |
| 3   | Cyril Smith      | Stanley Dibben                  | Norton    | 6   |
| 3   | Wilhelm Noll     | Fritz Cron                      | BMW       | 6   |
| 6   | Pip Harris       | Ray Campbell                    | Matchless | 4   |
| 6   | Eric Oliver      | Eric Bliss en Les Nutt          | Norton    | 4   |
| 8   | Jackie Beeton    | Charles Billingham              | Norton    | 3   |
| 8   | Rudolf Koch      | Christian Wirth                 | BMW       | 3   |
| 8   | Jacques Drion    | Inge Stoll-Laforge              | Norton    | 3   |

1925 · 1926 · 1927 · 1928 · 1929 · 1930 · 1931 · 1933 · 1934 · 1935 · 1936 · 1937 · 1938 · 1939 · 1949 · 1950 · 1951 · 1952 · 1953 · 1954 · 1955 · 1956 · 1957 · 1958 · 1959 · 1960 · 1961 · 1962 · 1963 · 1964 · 1965 · 1966 · 1967 · 1968 · 1969 · 1970 · 1971 · 1972 · 1973 · 1974 · 1975 · 1976 · 1977 · 1978 · 1979 · 1980 · 1981 · 1982 · 1983 · 1984 · 1985 · 1986 · 1987 · 1988 · 1989 · 1990 · 1991 · 1992 · 1993 · 1994 · 1995 · 1996 · 1997 · 1998 · 1999 · 2000 · 2001 · 2002 · 2003 · 2004 · 2005 · 2006 · 2007 · 2008 · 2009 · 2010 · 2011 · 2012 · 2013 · 2014 · 2015 · 2016 · 2017 · 2018 · 2019 · 2021 · 2022 · 2023 · 2024 · 2025